# Zemljopisno područje
Zemljopisno područje ili zemljopisna regija (od engleskog izraza geographical region ili talijanskog Regione) je naziv koji može označavati prirodno-zemljopisno područje (s obzirom na tlo, klimu, vegetaciju, ekologiju i dr.) ili društveno-zemljopisno područje (s obzirom na gospodarstvo, naselja, stanovništvo ...).
Naziv se najčešće koristi za područje koje je manje-više jasno razgraničeno svojim prirodnim obilježjima (granice koje mogu biti rijeke, planine,...) i koje ima posebnosti vezane s kulturom ili poviješću određenog kraja.
Danas se često za ovaj sadržajni pojam, kojemu se nastoji pridodati političke konotacije, može čuti termin "regija". Određeni dio akademske zajednice koja se bavi političkom znanošću i političkom geografijom nastoji korištenjem ovog termina obuhvatiti područje koje nadilazi državne granice. No, riječ regija dolazi od lat. regio koja pak označava isključivo unutarnju državnu upravnu jedinicu. 
Iz anglosaksonskog govornog područja može se uočiti tendencija sve češćeg zamijenjivanja riječi area s riječju region gdje se pritom misli na društveno-zemljopisno područje.
Multinacionalne tvrtke rabe pojam regija na području marketinga svojih proizvode ili usluge, a koje ne mogu imati neke zajedničke elemente u određenim zemljopisnim područjima pa se tako zna pojaviti situacija da se regijom nazove čitav prostor Europe i Azije, Euroazija.
Korištenje riječi "region" na engleskom jeziku susrećemo i u područjima kao što su informacijske tehnologije.